# La nit és nostra
La nit és nostra, títol original en anglès We Own the Night, és una pel·lícula estatunidenca escrita i dirigida per James Gray, estrenada el 2007. És un drama criminal protagonitzat per Joaquin Phoenix i Mark Wahlberg, que també són productors. La pel·lícula gira al voltant dels conflictes interns d'una família on hi ha membres a tots dos bàndols de la llei, i la transformació personal d'un dels fills que vol ocupar el lloc que li correspon.

## Argument
A Brooklyn, el 1988, en Bobby Green (Joaquin Phoenix) és l'encarregat d'El Caribe, un club nocturn freqüentat pel mafiós i narcotraficant rus Vadim Nejinski (Alex Veadov). En Bobby s'ha distanciat molt del seu pare, en Burt Grusinksy (Robert Duvall), i del seu germà, en Joseph Grusinsky (Mark Wahlberg), tots dos membres de la policia de Nova York, i duu una vida hedonista i al límit de la legalitat amb la seva xicota Amada (Eva Mendes). Quan una unitat de la policia encapçalada per en Joseph fa una batuda a El Caribe esperant capturar en Vadim, en Bobby es nega a cooperar-hi. Aquest incident fa tensar encara més la relació amb la seva família, la qual recrimina la seva conducta, i durant la seva estada a comissaria ell i en Joseph fins i tot es barallen.
La policia no se'n surt amb èxit en l'operació contra en Vadim i el rus, lliure, decideix venjar-se'n tot matant en Joseph. L'intent d'assassinat resulta un fracàs, però en Joseph ha d'estar-se uns mesos a l'hospital. En Bobby, profundament afectat pel que ha passat, canvia de postura i decideix d'ajudar la policia treballant anònimament per obtenir proves contra en Vadim.

## Temàtica i influències
La idea principal de James Gray era fer una pel·lícula que adoptés una direcció diferent de la de la majoria de les obres policíaques, una història clàssica que no se centrés en el tema de la corrupció policial, i en què el protagonista pogués considerar-se com a "bo" per part dels espectadors. Segons l'autor, la inspiració va sorgir d'una fotografia publicada al The New York Times que mostrava l'enterrament d'un policia.
We Own the Night és un drama d'ecos shakespearians. Segons l'opinió del director, "la màfa és l'equivalent modern de les bandes rivals que apareixien a les obres de Shakespeare". El caràcter tràgic i la importància del destí com a força que està per damunt dels personatges estan presents en tot el guió. A més a més, la pel·lícula està obertament inspirada en l'obra de teatre Enric IV, la història d'un home que sacrifica el seu còmode mode de vida per adquirir una responsabilitat i ocupar el seu lloc en la història. També s'ha destacat que a la pel·lícula tenen una gran rellevància els llaços familiars, fins al punt que les lleialtats es deuen més a l'origen familiar que no pas a la mateixa confrontació entre el bé i el mal o entre la llei i la il·legalitat.
També s'han traçat paral·lelismes amb El padrí a causa que totes dues pel·lícules exposen una situació semblant: un fill que renega de la seva família i del que representa, però que es veu obligat a tornar-hi. En un cas, Michael Corleone és un jove prometedor que es capbussa en el món de la màfia, i en l'altre en Bobby Green és un immadur que es redimeix de cara a la societat en entrar al cos dep olicia, tot i que irònicament és quan fa "allò correcte" quan perd tot el que tenia. Totes dues transformacions mostren, tot i que de manera aparentment contraposada, un personatge condemnat a acceptar el seu destí.
Aquesta pel·lícula, a més a més, inclou abundants referències autobiogràfiques, com també passa a les altres pel·lícules de Gray, qui afirma que intenta escriure "sobre allò que coneix". Little Odessa mostrava el món del crim i de la vida dels immigrants russos a Brighton Beach, i The Yards estava basada en part en les experiències del seu pare, afectat per un escàndol de corrupció als anys 80. A We Own the Night Gray torna al món del crim organitzat i a la comunitat d'immigrants russos de Brighton Beach, aspectes dels quals afirma haver-ne estat testimoni quan era jove.

## Repartiment
- Joaquin Phoenix
- Eva Mendes
- Mark Wahlberg
- Robert Duvall
- Alex Veadov
- Dominic Colon
- Danny Hoch
- Oleg Taktarov
- Moni Moshonov
- Yelena Solovey
- Antoni Corone
- Craig Walker
- Tony Musante

## Estètica
La pel·lícula intenta recrear l'aspecte de les novel·les policíaques dels anys 70, fins al punt que, en paraules del director, la intenció era crear un llargmetratge que es veiés "com si hi hagués estat una pel·lícula de fa 30 anys que s'ha descobert i restaurat". Per això s'intentà degradar artificialment el cel·luloide de diverses maneres, amb la intenció d'aconseguir l'aspecte deteriorat de les pel·lícules antigues que han perdut contrast.
La pel·lícula en determinats plans també hi ha una semblança amb l'estil pictòric de Caravaggio.

## Premis i nominacions

### Nominacions
- 2007. Palma d'Or
- 2008. César a la millor pel·lícula estrangera